# Canagliflozina
Canagliflozina es un medicamento comercializado con el nombre de Invokana®, y en combinación con metformina con el nombre de Vokanamet®. Fue desarrollado por Mitsubishi Tanabe Pharma y se vende bajo licencia de Janssen Pharmaceutica perteneciente al grupo Johnson & Johnson.
Este fármaco pertenece al grupo de las gliflozinas cuyo mecanismo de acción está basado en la inhibición del SGLT2 ( co-transportador sodio-glucosa tipo 2) que se localiza a nivel renal y se emplea para el tratamiento de la diabetes mellitus tipo 2.

## Indicaciones terapéuticas
La diabetes mellitus tipo 2, enfermedad crónica que se caracteriza por 2 defectos: la resistencia a la insulina y disminución de la secreción de la misma. Canagliflozina está indicados en adultos de 18 años de edad o mayores con diabetes mellitus tipo 2 para mejorar el control glucémico en:

### Monoterapia
Cuando la dieta y el ejercicio por sí solos no logran un control suficiente de la glucemia en pacientes en quienes el uso de metformina se considera inadecuado por presentar intolerancia o contraindicaciones.

### Tratamiento complementario
Tratamiento complementario administrado con otros medicamentos antihiperglucemiantes como la insulina, cuando estos, junto con dieta y ejercicio, no logren un control glucémico adecuado.
En un estudio en pacientes con diabetes mellitus tipo 2 y riesgo cardiovascular elevado los pacientes que recibieron canagliflozina junto al tratamiento estándar tuvieron menos eventos cardiovasculares, MACE (infarto de miocardio no fatal, ictus no fatal y muerte por causa cardiovascular). Actualmente EMA y FDA se encuentran analizando los resultados de este ensayo clínico, para añadir el efecto cardioprotector en la indicación de canagliflozina.
Para los pacientes que padecen diabetes, además del tratamiento farmacológico se recomienda una dieta apropiada y ejercicio

## Mecanismo de acción
Canagliflozina pertenece al grupo terapéutico de los inhibidores del co-transportador sodio-glucosa tipo 2 (SGLT2). Este co-transportador es el responsable de la mayor parte de la reabsorción de glucosa a sangre por parte del riñón, concretamente actúa sobre los túbulos proximales de la nefrona del riñón. La inhibición de este co-transportador favorece la eliminación de glucosa a través de la orina mejorando así la hiperglucemia característica de la DM2.
Se ha descrito en estudios que Canagliflozina 300 mg tiene un efecto local y transitorio sobre el co-transporatdor SGLT1 a nivel intestinal efecto que se observa minimiza el pico de glucosa postprandial, hecho que favorece su efecto antihiperglucemiante.
Canagliflozina en su dosis de 100 mg es capaz de eliminar hasta 77 g/día de glucosa, mientras que Canagliflozina en su dosis de 300 mg elimina hasta 119 g/día de glucosa.

## Ensayos clínicos
El 12 de junio de 2017, se publicó en la revista científica The New England Journal of Medicine, “Canagliflozin and Cardiovascular and Renal Events in Type 2 Diabetes” un artículo que muestra los resultados del ensayo clínico realizado tras la comercialización del fármaco, el Programa CANVAS (en https://www.ncbi.nlm.nih.gov/pubmed/29297732)
Este ensayo clínico, aleatorizado y doble ciego contó con tres grupos de estudio: placebo, Canagliflozina 100 mg y Canagliflozina 300 mg administrados cada uno una vez al día. El objetivo de este ensayo fue evaluar la seguridad cardiovascular y la eficacia de Canagliflozina, además del beneficio/riesgo asociado. El estudio se realizó en un total de 667 centros de 30 países y participaron 10 142 pacientes. En este ensayo, se incluyeron pacientes con diabetes mellitus tipo 2 y enfermedad cardiovascular establecida (pacientes que habían sufrido un evento cardiovascular; prevención secundaria) y/o que presentaban alto riesgo de padecerla (pacientes que no habían sufrido evento cardiovascular, pero con dos o más factores de riesgo cardiovascular; prevención primaria).
En cuanto a los resultados, se pudo observar una reducción del 14 % MACES (infarto de miocardio no fatal, ictus no fatal y muerte por causa cardiovascular) y una disminución del 33 % en hospitalizaciones por insuficiencia cardiaca; además de beneficios a nivel renal, como la preservación del filtrado glomerular y la disminución de micro-macroalbuminuria.
En un comunicado de la FDA sobre seguridad de los medicamentos de fecha 05/16/17, basado en los estudios CANVAS (https://www.fda.gov/downloads/Drugs/DrugSafety/UCM560041.pdf), que resultados provisionales indican un mayor riesgo de amputacion distal en miembros inferiores, afectando con mayor frecuencia los pies, con el uso de la Canagliflozina.

## Administración
Canagliflozina (INVOKANA®) se administra por vía oral una vez al día en dosis de 100 mg o 300 mg.
Canagliflozina en su combinación con Metformina (VOKANAMET®) se administra dos veces al día.

## Efectos adversos
Los ensayos clínicos concluyeron que en pacientes tratados con dosis de 100 mg y 300 mg una vez al día de canagliflozina, la incidencia de eventos adversos fue similar a la observada en pacientes tratados con placebo, sin embargo, hubo una mayor frecuencia de infecciones genitales, infecciones urinarias y diuresis osmótica.

## Contraindicaciones
Su utilización no está recomendada en pacientes afectos de diabetes mellitus tipo 1. Es menos efectiva en caso de insuficiencia renal moderada y probablemente ineficaz si existe insuficiencia renal avanzada.